# Zoombies
Pour plus de détails, voir Fiche technique et Distribution.
Zoombies est un téléfilm d'horreur américain de 2016, réalisé par Glenn R. Miller et écrit par Scotty Mullen. L’histoire suit le petit personnel et les visiteurs d’un zoo affecté par un mystérieux virus, qui transforme les animaux en zombies agressifs à la recherche de viande. Une préquelle, Zoombies 2, est sortie le 26 mars 2019. Un spin-off, Aquarium of the Dead, est sorti le 21 mai 2021.

## Synopsis
L’Eden Wildlife Zoo, un zoo contenant des animaux en voie de disparition, organise sa journée d'orientation des stagiaires, où des étudiants postulant à des emplois de stagiaires visitent le zoo. Pendant ce temps, certains singes du zoo contractent une maladie inconnue et sont emmenés à la clinique vétérinaire. Les vétérinaires utilisent de l’épinéphrine intracardiaque, un sérum interdit, afin de sauver la vie d’un singe victime d’un arrêt cardiaque. L’agent pathogène contagieux se propage à tous les singes de la pièce, les transformant en zombies avec un comportement prédateur envers les humains. Ils attaquent les vétérinaires et tuent l’un d’entre eux, tandis que le dernier survivant parvient à déclencher une alarme.
Alors que les étudiants arrivent, l’alarme parvient à la sécurité du zoo. L’un des membres de l’équipe de sécurité, Johnny, décide de vérifier par lui-même ce qui arrive aux vétérinaires. Cependant, quand il ne revient pas, le reste l’équipe de sécurité, accompagnée de l’étudiant Gage, se rend à la clinique. Une fois sur place, ils découvrent que Johnny et l’un des vétérinaires sont morts. Le vétérinaire restant, le Dr Gordon, est à peine vivant. Les singes affrontent violemment le groupe, tuant deux des gardes. Gage, Rex (le chef de la sécurité) et Lizzy Hogan, nouvellement embauchée, parviennent à s’échapper. Ellen Rogers, la directrice du zoo, apprend le chaos et met le zoo en quarantaine. La maladie se propage dans tout le zoo, infectant un groupe de porcs sauvages (Cochon marron) qui attaquent trois des étudiants. Lizzy, Gage et Rex arrivent juste au moment où les étudiants sont attaqués par des girafes infectées, qui tuent deux des étudiants. Ils parviennent à sauver l’étudiante restante, Amber, mais Gage est blessé dans le processus. Alors que Lizzy et Rex soignent les blessures de Gage, Amber vole la jeep de Rex. Lizzy, Gage et Rex sont forcés d’utiliser un groupe d’éléphants non infectés comme moyen de transport. Puis les éléphants sont infectés et deviennent incontrolables et meurtriers.
Une équipe de police arrive pour éliminer la menace mais ils sont tués par un groupe de lions infectés. Amber, quant à elle, atteint la porte d’entrée et exige qu’Ellen, qui surveille les caméras de sécurité, l’ouvre. Un lion infecté l’attaque soudainement. Thea, la fille d’Ellen, est ensuite attaquée par un koala infecté, mais elle le tue avec une batte de baseball. Ellen inspecte le sang du koala et découvre que la maladie a été créée par une enzyme inconnue qu’elle trouve dans le cortex cérébral du koala. Elle encourage l’ornithologue Chelsea à relâcher les oiseaux pour éviter qu’ils ne soient infectés, en vain. Pendant ce temps, Lizzy, Gage et Rex sont attaqués par un groupe de lémuriens infectés et Rex est blessé. L’un des travailleurs, Daxton et son stagiaire A.J. parviennent à repousser les zombies et le groupe se réfugie à l’intérieur du laboratoire des gorilles. Daxton va vérifier le gorille en voie de disparition du zoo, Kifo, et le trouve infecté. Kifo le tue et envahit le laboratoire. Rex le poignarde, mais Kifo lui écrase la tête en représailles.
Lizzy, Gage et A.J. s’échappent et retrouvent la jeep avec au volant Amber mourante. Amber meurt, et le groupe est attaqué par un groupe de lions infectés alors qu’ils enlèvent son cadavre. Ils parviennent à tuer les lions, mais ils détruisent accidentellement la jeep dans le processus. Ils tentent ensuite d’atteindre la tour de guet en utilisant une tyrolienne inachevée. A.J. tombe en chemin et meurt. Le groupe se réunit avec Ellen et Thea et ils théorisent que les oiseaux ont été infectés. Ils décident de mettre le feu à la volière à l’aide d’une série de bidons d’essence, mais avant de le faire, Lizzy et Gage vont à l’intérieur pour sauver Chelsea et son stagiaire Ricky. Cependant, ils découvrent bientôt que Ricky a été tué par les oiseaux infectés. Ils trouvent ensuite Chelsea, vivante mais gravement blessée, avec un pygargue à tête blanche infecté utilisant ses organes comme nid. Lizzy et Gage remarquent que de la fumée monte, réalisant qu’Ellen a commencé à brûler la volière et parviennent à s’échapper. Ellen met le feu à la volière à contrecœur et ils déclenchent une explosion supplémentaire en utilisant le camion d’Ellen, tuant les oiseaux. Kifo apparaît alors et poursuit le groupe jusqu’à la porte où Ellen semble le tuer par balle. Les quatre sont ensuite secourus par un hélicoptère. Cependant, après avoir qu’ils aient été sauvés, Kifo reprend conscience, révélant ainsi qu’il est toujours en vie.

## Distribution
- Ione Butler : Leslie « Lizzy » Hogan
- Andrew Asper : Gage
- LaLa Nestor : Thea
- Kim Nielsen : Dr Ellen Rogers
- Marcus Anderson : Rex
- Brianna Joy Chomer : Amber
- Aaron Groben : A.J.
- Kaiwi Lyman-Mersereau (en) : Daxton
- William McMichael : Boris
- Reuben Uy : Ty
- Isaac Anderson : Ricky
- Tammy Klein : Chelsea
- Cedric Jonathan : Johnny
- Joe Conti : Monte Zuigen
- Noa Pharaoh : le docteur Gordon
- Jennifer Titus : Robin
- Michael Delgado : Gus
- Jay Kwon : Kyle
- Bryan Sloyer : Robbie

## Fiche technique
Genre : Horreur
Interdit aux moins de 12 ans

## Accueil

### Réception critique
Ted Hentschke de Dread Central a attribué au film 3 étoiles sur 5 et a écrit : « Il n’y a rien de bon défendable dans ce film. Ce qu’il y a, cependant, est que c’est amusant.

## Préquelle et spin-off
Le 26 mars 2019, une préquelle est sortie, intitulée Zoombies 2, et un spin-off est sorti en 2021, intitulé Aquarium of the Dead.